# 松平信孟
松平 信孟（まつだいら のぶたけ）は、江戸時代後期の旗本。堅綱系大河内松平家7代。石高は1000石。

## 生涯
安永8年（1779年）に松平信行の三男として江戸で生まれる。長兄は病により廃嫡、次兄は養子に出たため嫡子となる。寛政9年（1797年）2月9日に初めて将軍家斉に御目見する。文政4年（1821年）10月に父が死去したため家督を相続する。養子続きのこの家にとって初の実子相続であった。書院番を務めるが、家督を継いで間もない文政5年（1822年）3月26日に死去した。享年43。